# 아서 랜섬
아서 랜섬(Arthur Ransome, CBE, 1884년 1월 18일 ~ 1967년 6월 3일)은 영국의 작가이자 언론인이다.
요크셔 지방에서 태어나 스무 살부터 글을 쓰기 시작해 신문이나 잡지 등에 문예 평론을 실었다. 1930년에 18년에 걸쳐 쓴 《제비호와 아마존호》시리즈 12권을 발표했고, 그 뒤 《비둘기 집배원》, 《우리는 바다로 갈 생각은 아니었다》, 《미세 리》를 발표하였다.
이 가운데 《비둘기 집배원》은 1936년 카네기 메달 첫 수상작으로 선정되기도 했으며, 랜섬은 제비호와 아마존호 그림을 자신이 직접 그려 작품에 대한 애정을 보여 주기도 하였다. 비록 서툰 솜씨지만 펜과 잉크로 그린 흑백 그림은 글과 잘 어울린다는 평가를 받고 있다. 자세한 묘사를 생략한 채 단순한 선으로 처리한 랜섬의 그림은 특히 대부분의 인물을 뒷모습으로 처리하고 있는 걸 볼 수 있는데, 어떤 사람은 랜섬이 그림에 능숙하지 못해서 그랬다는 말을 하고, 또 어떤 사람은 독자들의 상상력에 맡기겠다는 작가의 의도라고 전하고 있다.

## 저서
- 《제비호와 아마존호》 시리즈 12권
- 《비둘기 집배원》
- 《우리는 바다로 갈 생각은 아니었다》
- 《미세 리》

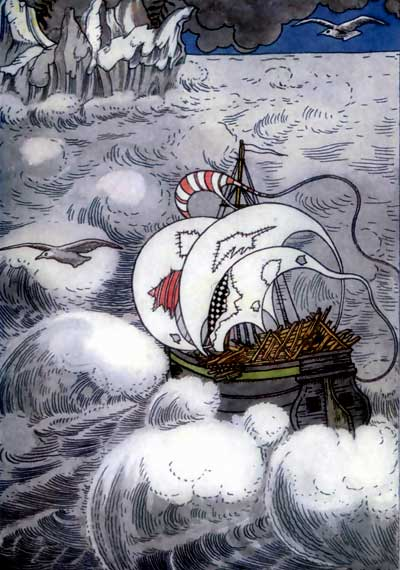
《피터 할아버지가 들려 주는 러시아 이야기》의 그림

- 《피터 할아버지가 들려 주는 러시아 이야기》

## 서훈
- 1953년 대영 제국 훈장 3등급(CBE) 수훈[1]

## 같이 보기
- 카네기 메달
- 데일리 뉴스
- 맨체스터 가디언